# The Game (Sham 69)
The Game è il quarto album in studio del gruppo musicale britannico Sham 69, pubblicato nel 1980.

## Tracce
1. The Game – 3:00
2. Human Zoo – 2:50
3. Lord of the Flies – 3:09
4. Give a Dog a Bone – 3:02
5. In and Out – 2:59
6. Tell the Children – 3:39
7. Spray It on the Wall – 2:29
8. Dead or Alive – 2:53
9. Simon – 2:52
10. Déjà Vu – 3:25
11. Poor Cow – 3:23
12. Run Wild Run Free – 2:47

## Formazione
- Jimmy Pursey – voce
- Dave Guy Parsons – chitarra
- Dave Treganna – basso
- Ricky Goldstein - batteria